# Mikomeseng
Mikomeseng – miasto w północnej kontynentalnej części Gwinei Równikowej, w prowincji Kié-Ntem, w pobliżu granicy z Kamerunem. W 2005 roku liczyło 5813 mieszkańców.